# Tipula (Acutipula) latifurca
Tipula (Acutipula) latifurca is een tweevleugelige uit de familie langpootmuggen (Tipulidae). De soort komt voor in het Palearctisch gebied.